# Återuppfödningssyndrom
Återuppfödningssyndrom är ett dödligt hälsotillstånd som uppkommer då en undernärd person drastisk ökar sitt näringsintag under en kort period. Det vetenskapliga namnet är metabol överbelastning, och ibland kallas det även refeeding syndrome.
Återuppfödningssyndrom drabbar framförallt personer som under svältläge förtär en ökad mängd mat under korta tidsspann. Syndromet har dokumenterats ett flertal gånger genom historien. Ett av de mer välkända fallen var under slutet av andra världskriget, när allierade soldater befriade judiska fångar från koncentrationslägren. På grund av den snabba konsumtionen av tillhandahållen mat omkom tusentals befriade människor.  När personen äter mat förändras saltbalansen och halten av tiamin sjunker, vilket orsakar skadorna.

## Behandling
Återuppfödningssyndrom kan vara livshotande om det inte upptäcks i tid. Vid återuppfödningprocessen är risken stor för en elektrolytrubbning i blodet. Därmed kontrolleras dessa nivåerna noggrant under behandlingen. Om antalet fosfatjoner i blodet underskrider 0,65 mM bör kaloriintaget minskas till 480 kcal per dag, sedan hållas där i minst två dagar. Vid behandling av återuppfödningssyndrom rekommenderas ett kosttillskott av tiamin, B-vitaminer och en allmän vitamin- och mineralersättning.